# Deutsches Rundfunk-Museum

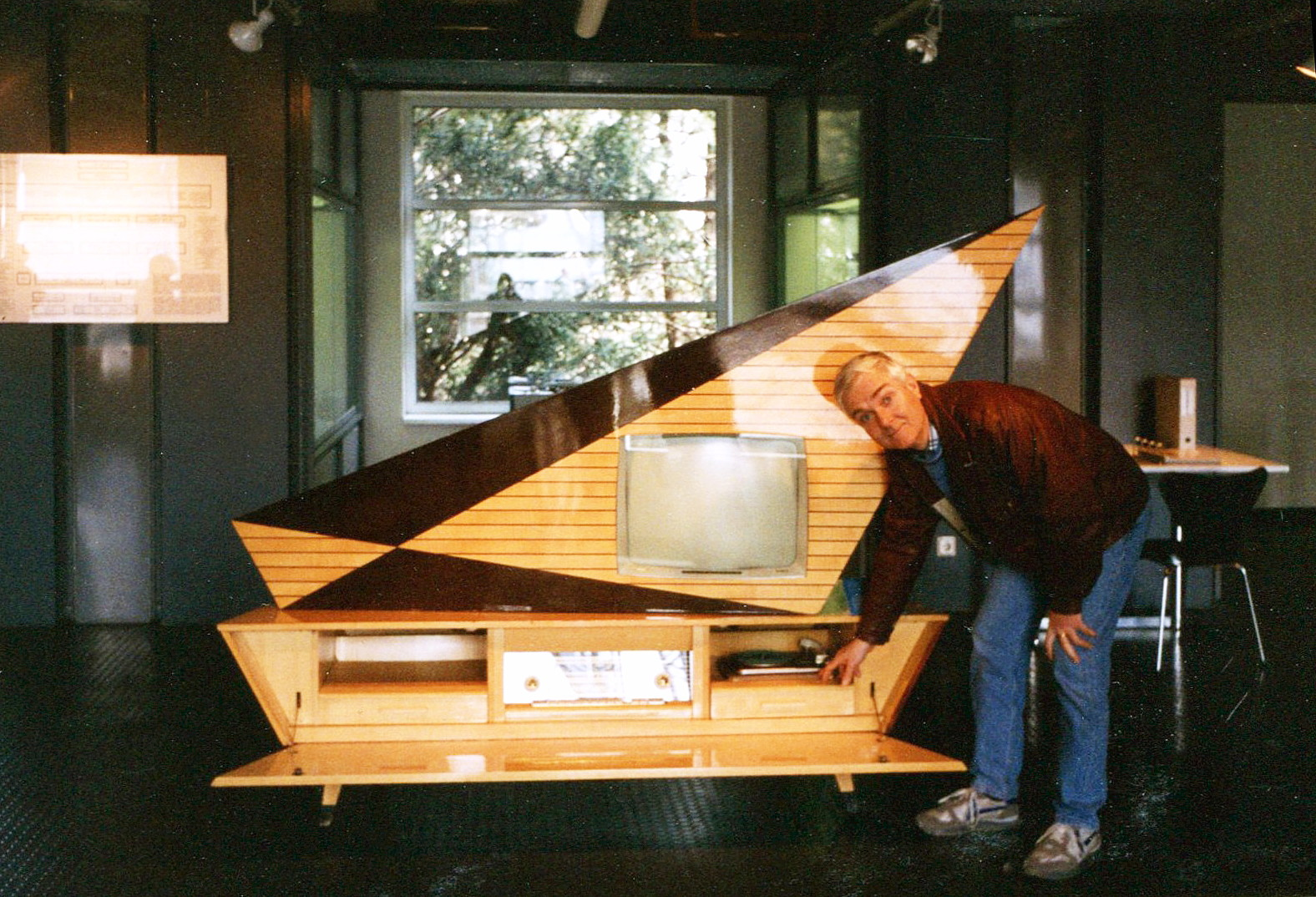
Deutsches Rundfunk-Museum am Funkturm, April 1994

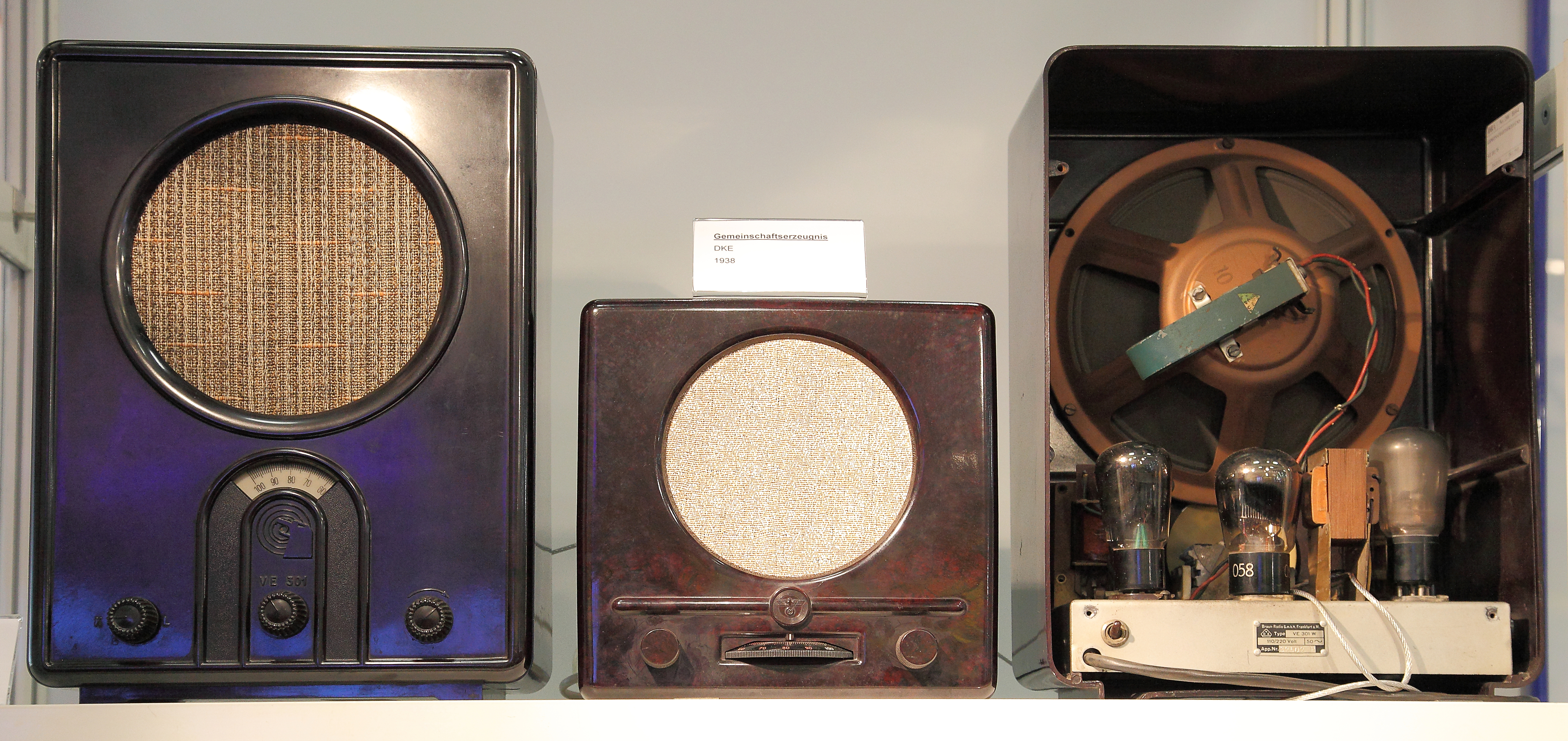
Deutsches Rundfunk-Museum Ausstellung auf der IFA 2012

Das Deutsche Rundfunk-Museum ist ein ehemaliges Museum, sein Sitz war Berlin.
In Deutschland gab es bis zur Postprivatisierung eine größere Zahl an Museen mit unterschiedlichen Schwerpunktsetzungen zu Themen der Drahtloskommunikation des Rundfunks und anderer Funkdienste. Diese befanden sich überwiegend in der Trägerschaft der ehedem staatlichen „Deutschen Bundespost“. Mit deren Privatisierung gingen diese Museen in die Trägerschaft der Deutschen Museumsstiftung Post und Telekommunikation über. Dabei wurden einige Funkmuseen ganz geschlossen, als Kommunikationsmuseen umgegründet oder anderen Museen des Bundes und der Länder angegliedert. Der Neugliederungsprozess ist derzeit (2015) noch nicht abgeschlossen.
Wesentliche Teile der Sammlungen des geschlossenen Deutschen Rundfunkmuseums Berlin sollen in die Obhut des Mannheimer Technoseums übergehen.
Das Museum befand sich von 1967 bis 1997 in dem ehemaligen Sendergebäude am Berliner Funkturm. Neben der Dauerausstellung „50 Jahre Deutscher Rundfunk“ gab es verschiedene Sonderausstellungen, zum Beispiel
- „Rundfunk in aller Welt“
- „Entartete Musik“
- „Mit uns zieht die neue Zeit“
- „70 Jahre Funkausstellung“
- „Rundfunkpropaganda im Zweiten Weltkrieg – Wortschlacht über Deutschland“.

Die Sammlung zog zuerst um nach Berlin-Adlershof und im Jahr 2000 weiter nach Potsdam-Babelsberg in Brandenburg. Ausstellungen des Museums finden seit 2007 auch auf der Internationalen Funkausstellung (IFA) in Berlin statt. Zwischen 2007 und 2010 wurden etwa 60.000 Besucher auf dem Ausstellungsstand gezählt. Darüber hinaus sind einige Museumsstücke jedoch nach telefonischer Terminvereinbarung in Vitrinen neben dem Haupteingang des Deutschen Rundfunkarchivs und im Gebäude des Rundfunk Berlin-Brandenburg in der Berliner Masurenallee zu besichtigen.
2010 wurde der Internet-Auftritt des Museums neu gestaltet. Unter anderem ist eine umfangreiche Onlineausstellung mit über 1.400 Exponaten zu sehen. Zu jedem Gerät werden detailreiche Fotos und technische Daten gezeigt, für Mitglieder auch Schaltbilder. Die Geschichte des Rundfunks und der Funkausstellungen wird umfassend online beschrieben.
Der Betreiberverein des Museums in Potsdam mit Namen Deutsches Rundfunk-Museum e.V. hat sich zum Juni 2013 aufgelöst ist noch bis 2014 in Liquidation. Die Website ist offline.